# Corbeil-Essonnes

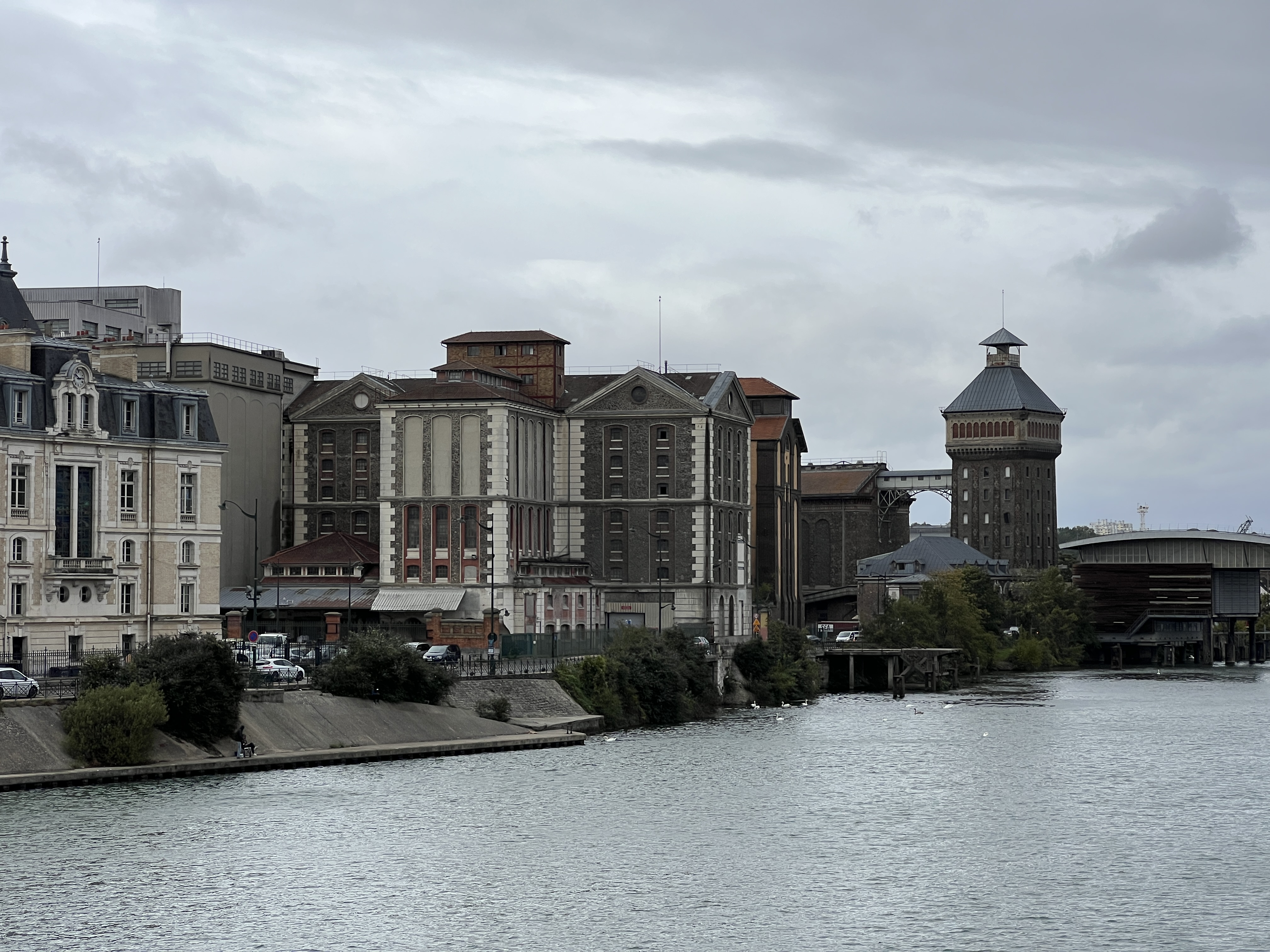
Grandes Molinos de Corbeil,
monumento histórico de Francia

Corbeil-Essonnes es una ciudad de Francia situada en el departamento de Essonne, en la región de Isla de Francia.
Ubicada a 33 kilómetros al sur de París, con tres estaciones de RER y una amplia red de autobuses, Corbeil-Essonnes se encuentra también en la confluencia de una importante red de autopistas.

## Demografía
| 26 805 | 32 192 | 38 859 | 37 846 | 40 345 | 39 378 | 52 683 |
| Para los censos de 1962 a 1999 la población legal corresponde a la población sin duplicidades (Fuente: INSEE [Consultar]) |        |        |        |        |        |        |

## Historia
En la época en que París se llamaba Lutèce, Essonnes se llamaba Exona. La antigua Corbeil se encontraba entonces en la orilla derecha del Sena y a menudo era saqueada por los northmans que remontaban el Sena. Posteriormente se construyó una nueva ciudad en la confluencia de los ríos Sena y Essonne, un lugar que apenas cambió hasta el siglo XVII.
En 1120, el condado de Corbeil entró al dominio real y su castillo pasó a ser propiedad de los reyes de Francia, que lo visitaron con frecuencia hasta el Renacimiento.
La comuna de Corbeil-Essonnes fue creada en 1951 por la fusión de la comuna de Corbeil con la comuna de Essonnes.

## Transporte
Por la ciudad pasan dos ramales de la línea RER D: la línea de Villeneuve-Saint-Georges a Montargis, de norte a suroeste, que se detiene en las estaciones de Corbeil-Essonnes y Moulin-Galant, y la línea de Corbeil-Essonnes a Montereau, que sale desde la estación principal y se detiene en la estación de Essonnes-Robinson.
Desde la estación de Corbeil-Essonnes, el RER D tarda unos 45 minutos en llegar a París.